# Pauline Perrin
Pour les articles homonymes, voir Perrin.
Pauline Perrin, née le 16 février 1980 à Laval, est une véliplanchiste française.
Membre de l'équipe de France de voile, elle est médaillée de bronze aux Championnats d'Europe de RS:X 2006 à Alaçatı.
Elle n'est pas sélectionnée pour participer aux Jeux olympiques d'été de 2008.
Elle est médaillée de bronze aux Championnats d'Europe de RS:X 2011 à Bourgas.
Elle met un terme à sa carrière en juillet 2012, à l'âge de 32 ans.